# Milk (film)
Milk is een Amerikaanse biografische dramafilm van regisseur Gus Van Sant uit 2008. Het verhaal is gebaseerd op het leven van Harvey Milk, de eerste verkozen politicus uit Californië die openlijk uitkwam voor zijn homoseksualiteit en later vermoord werd.
Milk werd genomineerd voor acht Oscars, waarvan zowel die voor het scenario als die voor hoofdrolspeler Sean Penn daadwerkelijk werden gewonnen. Daarnaast werden er meer dan vijftig andere prijzen aan de film toegekend, waaronder een National Board of Review Award voor beste bijrol (Josh Brolin) en een Screen Actors Guild Award voor Penn.

## Verhaal
Het is het eind van de jaren '70 wanneer de homoseksuele dertiger Harvey Milk (Sean Penn) zich in de Verenigde Staten staande probeert te houden. Dat valt hem niet altijd mee, want zijn geaardheid wordt in het openbaar algemeen veroordeeld als vunzigheid. Dat politieteams met geweld vermeende homobars leegvegen, is aan de orde van de dag. Aan de vooravond van Milks veertigste verjaardag ontmoet hij de achttien jaar jongere Scott Smith en neemt hem mee naar huis. Ze krijgen een relatie en verhuizen in 1972 samen naar Castro in San Francisco. Nog tijdens het binnenbrengen van hun spullen waarschuwt een man op straat Milk dat de winkeliersvereniging ze zal sluiten zodra hij probeert een winkel te openen, omdat hij walgt van Milk en Smiths openlijke liefde voor elkaar. Het dreigement maakt Milk niettemin alleen maar strijdbaar en hij gaat gewoon door met zijn plannen om een fotografiewinkel tot een succes te maken. Zijn zaak trekt vervolgens homoseksuele mannen die vanuit de wijde omtrek speciaal naar hem toe reizen. Onder meer Danny Nicoletta (Lucas Grabeel) en Dennis Peron (Ted Jan Roberts) voelen zich aangetrokken tot Milks pogingen om zijn homoseksualiteit gewoon openbaar te belijden, in plaats van dat hij zich verstopt voor kwaadsprekenden en mogelijke repercussies. Zij gaan gaandeweg behoren tot een vaste groep vrienden en medewerkers met wie Milk zich gaat omringen.

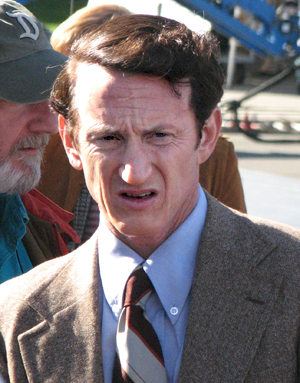
Sean Penn als Harvey Milk

Milks zaak en bijbehorende statement wordt zo succesvol en dat hij op zeker moment de macht krijgt om invloed uit te oefenen op omringende winkels. Wanneer die openlijk anti-homoseksueel zijn, kan Milk bijvoorbeeld succesvol oproepen tot een boycot die dergelijke zaken zoveel klanten kosten dat ze over de kop gaan. Hierdoor krijgt hij de bijnaam Mayor of Castro Street. Ondertussen gaan daar de razzia's tegen homoseksuelen niettemin gewoon door. Milk vindt dat er daarom iemand in het stadsbestuur dient te komen die strijdt voor gelijke rechten voor homoseksuelen, zoals er in het verleden ook mensen zijn opgestaan voor onder meer de rechten van de gekleurde bevolking. Hij zet daarop letterlijk een zeepkist op straat om luidkeels om te roepen dat hij zichzelf kandidaat stelt.
Milks politieke ambities lopen in eerste instantie op niets uit omdat zijn tegenstanders elke keer meer stemmen binnenslepen. Hij geeft echter niet op en past zichzelf een beetje aan om wat representatiever over te komen telkens wanneer hij het opnieuw probeert. Zo scheert hij zijn baard af, knipt zijn staartje af en wisselt hij zijn T-shirt om voor een net pak. Zijn vriend Smith staat hem telkens bij als zijn campagneleider en zijn huis wordt een verzamelplaats voor mensen die met daden of raad bij willen dragen aan zijn campagnes. Zelf rekruteert Milk Cleve Jones (Emile Hirsch), die hij op straat ontmoette en die zelf naar Castro is verhuisd omdat hij thuis in Phoenix geen leven had als openlijk homoseksueel. Jones is daarbij bereid luidkeels het homo-activisme uit te dragen, waar Milk zelf wat genuanceerder is en Smith wat introverter. Milks dadendrang zaait niettemin grote verdeeldheid onder de bevolking, die het doorgaans óf heel erg met hem eens is dat homo's hetzelfde moeten worden behandeld als ieder ander, óf heel erg oneens. Uiteindelijk weet hij in 1977 verkozen te worden tot het San Francisco Board of Supervisors, als eerste openlijk homoseksuele man ooit in de Verenigde Staten.
Voor Milk is dit een geweldige stap, maar wel pas de eerste in een serie die hij wil nemen om op te komen voor homoseksuelen. Zijn grootste opdracht hierin blijkt vervolgens het tegenhouden van Proposition 6, een landelijk door de conservatief-christelijke politicus John Briggs en antihomo-activiste Anita Bryant uitgevaardigd en gepromoot ('God wil geen homo's') voorstel om homoseksuelen te verbieden werkzaam te zijn op publieke scholen. Hoewel Milk zelf in staat is om steeds meer gelijkgestemden op de been te brengen, beseft hij dat hij ook mee moet doen aan het politieke spel van geven en nemen om zelf ook steun te krijgen voor zijn speerpunten. Hiervoor moet hij onder meer samenwerken met de conservatieve Dan White (Josh Brolin), een van de andere supervisors onder burgemeester George Moscone (Victor Garber). Deze raakt alleen steeds gefrustreerder wanneer Milk geen makkelijke bondgenoot blijkt te zijn en die ook regelmatig tegen Whites voorstellen stemt. Milks privéleven is dan al niet meer wat het geweest is. Smith heeft hem verlaten omdat Milk naar zijn smaak te veel bezig is met enkel en alleen de politiek en in zijn plaats is Milks nieuwe, uiterst labiele vriend Jack Lira (Diego Luna) bij hem ingetrokken. Als nieuwe campagneleider heeft de militante lesbienne Anne Kronenberg (Alison Pill) als eerste vrouw in Milks team Smiths plaats ingenomen. Met haar heeft hij niet de privéband die hij met Smith had en Lira heeft hij deels ook in huis genomen om op hem te letten. Zijn gevoelens voor hem zijn niet dezelfde die hij voor Smith had. Nadat Milk White de voet weer eens dwars heeft gezet, heeft die er genoeg van en neemt hij ontslag. Wanneer zijn ergste woede niettemin over is, wil hij zijn baan terug. Burgemeester Moscone kan hem alleen niet zomaar weer aanstellen. Daarop slaan bij White de stoppen definitief door. Hij gaat een pistool halen, meldt zich uiterlijk kalm aan bij Moscone en schiet die vervolgens in zijn eigen kantoor dood. Voordat het nieuws hierover zich kan verspreiden, gaat hij vervolgens naar het kantoor van Milk en vraagt hem of ze even kunnen praten op zijn kamer. Daar aangekomen ziet Milk het pistool, maar is het al te laat. Zijn korte smeekbede mag niet baten en White pleegt zijn tweede moord die dag.

## Rolverdeling
- Sean Penn - Harvey Milk
- Josh Brolin - Dan White
- Emile Hirsch - Cleve Jones
- James Franco - Scott Smith
- Victor Garber - George Moscone
- Denis O'Hare - Senator John Briggs
- Joseph Cross - Dick Pabich

## Feiten
- Acteur Matt Damon was de oorspronkelijke keuze voor de rol van Dan White. Damon kon uiteindelijk niet meespelen omdat hij deelnam aan de opnamen van Green Zone (2009).
- De opnamen van de film vonden net als het verhaal plaats in San Francisco.